# 次渠南站
次渠南站是一个位于中国北京市通州区台湖镇科创十二街与同祥街交叉处，属于北京地铁亦庄线的地铁车站。

## 位置
次渠南站位于铺西路。

## 结构

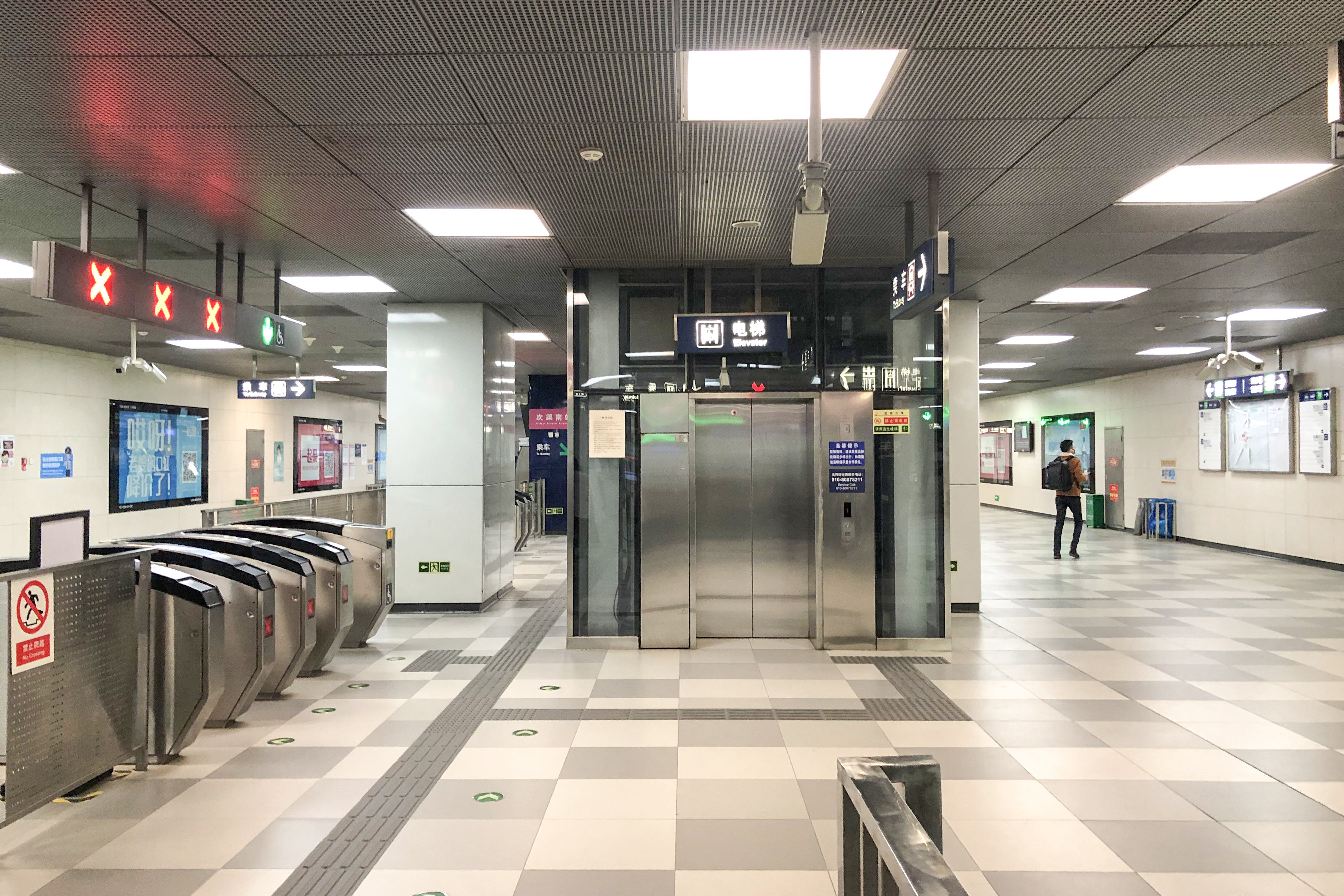
站厅

该站为地下站，岛式站台设计。装饰方面，该站按标准站设计，色调为蓝色，站台天花板标有“e-town”字样。本站西端设有一条单渡线。
| 地面 | 出入口             | A-D出入口                        |  |  |
| B1层 | 站厅               | 票务服务、自动售票机、一卡通充值 |  |  |
| B2层 |                    | █ 亦庄线 往宋家庄（经海路）      |  |  |
|      | 岛式站台，左侧开门 |                                  |  |  |
|      |                    | █ 亦庄线 往亦庄火车站（次渠）    |  |  |

## 出入口
|                       |                    |                                                |      |            |
| 编号                  | 指示               | 建议前往的目的地                               | 图片 | 無障礙設施 |
| 出口 · A              | 科创十二街（北侧） | 同祥街（西侧）                                 |      | 不適用     |
| 出口 · B · 升降机标志 | 科创十二街（北侧） | 同祥街（东侧）、次渠锦园                       |      |            |
| 出口 · C              | 科创十二街（南侧） | 同祥街（东侧）、次渠集筑便民商贸中心、次渠嘉园 |      | 不適用     |
| 出口 · D · 升降机标志 | 科创十二街（南侧） | 同祥街（西侧）                                 |      |            |
| 註： 設有             |                    |                                                |      |            |